# Amt Gelting
Amt Gelting med sæde i Gelting var et forvaltningsamarbejde mellem 10 kommuner i det nordlige Tyskland, beliggende under Kreis Slesvig-Flensborg. Kreis Slesvig-Flensborg ligger i den nordlige del af delstaten Slesvig-Holsten. Amtet lå i den østlige del af området, og grænsede i nord og øst til Østersøen, i vest til Amt Steinbergkirche og i syd til Amt Kappeln-Land og byen Kappel.
1. januar 2008 blev Amt Gelting og Amt Steinbergkirche sammenlagt, og de to udgør herefter Amt Geltinger Bucht.

## Amtets kommuner
- Gelting
- Hasselbjerg (tysk Hasselberg)
- Kronsgaard
- Masholm (tysk Maasholm)
- Nyby (tysk Nieby)
- Pommerby
- Rabøl (tysk Rabel)
- Ravnholt (tysk Rabenholz)
- Stangled (tysk Stangheck)
- Stoltebøl (Stoltebüll)